# 大力神號導彈驅逐艦
大力神號飛彈驅逐艦（西班牙語：ARA Hércules；又譯作「赫丘利斯號驅逐艦」），為阿根廷海軍第一艘向英國購買的42型驅逐艦。值得一提的是，該艦亦是阿根廷第一艘飛彈驅逐艦，以及踏入21世紀前最後一艘在役的驅逐艦，一直使用至1999年才降級為運輸艦。

## 建造
1970年5月，阿根廷海軍向英國訂購兩艘當時最新款的42型驅逐艦，當中此艦於英國維克斯-阿姆斯特朗造船公司建造，而二號艦「聖三一號」則授權予阿根廷製造。翌年6月，此艦率先於英國安放龍骨，僅較由英軍訂購的首艦「雪菲爾號」遲一年半動工建造，至1972年下水。
而在1971年船體建造期間，由於同時在建的「雪菲爾號」在施工期間發生爆炸，導致其船身受損。因此，當時「大力神號」一個準備組裝的分段，被移植至前者的受損部分，並再建造一個設計相同的分段代替。

## 服役史
1976年6月12日，此艦於英國正式交付，並繼承阿根廷海軍19世紀初一艘巡防艦的命名，冠名為「大力神號」；因此，42型驅逐艦又名為「大力神級飛彈驅逐艦」。一年後，「大力神號」正式成軍，其母港為貝爾格拉諾港海軍基地。

### 福克蘭海戰
在1982年的福克蘭戰爭中，「大力神號」曾與「聖三一號」共同擔當「5月25日號」航母的主要掩護力量，並組成「79.1任務群」，於福克蘭群島以北水域攻擊英國守軍。由於在海戰期間出現機械故障，此艦的角色逐漸被後者取代。

### 戰爭以後
戰敗以後，由於英國對阿根廷實施軍備禁運，阿軍再無法購入兩艘42型驅逐艦的備件或飛彈。因此，此艦於1993年試射海標槍飛彈以後，停止進行實彈演練，但仍維持艦隻運作。至於一些需用的備件，則由1989年進入封存狀態的「聖三一號」移植至此艦。
直至1999年，阿根廷海軍將「大力神號」降級為可容納238名官兵的「多用途運輸艦」，隨後於2000年獲安排前往智利塔爾卡瓦諾船廠進行改裝，包括將已停用多年的飛彈發射架拆走，並擴大直升機起降甲板，以容納兩架海王直升機。至此，阿軍不再有任何真正意義上的驅逐艦。
改裝以後，此艦繼續以運輸艦形式於阿軍服役，而舷號亦由D-1更改為B-52。
按照原定計劃，阿軍曾擬於2020年內將「大力神號」除籍出售，但目前此艦仍然在役。

## 圖片集
- 海面角度的「大力神號」（攝於2011年）
- 海王直升機於「大力神號」甲板起降

## 註解
1. 1 2  1993年停用，至2000年被拆除。
2. ↑  雖然該國當時已有「布朗海军上将级驱逐舰」在役，但排水量不足4,000噸，實際上僅為巡防艦。

### 相關參考書籍
- Mayorga, Horacio A. . Buenos Aires: Planeta. 1998. ISBN 950-742-976-X （西班牙语）.
- Rodríguez, Horacio; Arguindeguy, Pablo. . Presidencia de la Nación, Secretaría de Cultura （西班牙语）.
- Smith, Gordon. . Lulu.com. 2006. ISBN 1-84753-950-5.
- Gardiner, Robert (toim.). . Conway Maritime Press. 1995. ISBN 0-85177-605-1 （英语）.